# Сосюрченко Василь Григорович
Василь Григорович Сосюрченко (13 січня 1926, с. Московський Бобрик — 12 вересня 1998, Великі Сорочинці) — педагог, громадський діяч, поет.

## З біографії
Народився 13 січня 1926 року у с. Московський Бобрик Лебединського району Сумської області. З дитинства був дуже допитливим, любив природу і книги. Після закінчення школи вступив до вчительського інституту, але згодом був виключений за так званий «український буржуазний націоналізм» — за любов до рідної мови, до України.
І від того часу почалися його митарства: проблеми з влаштуванням на роботу, переїзди. Як висловився сам Василь Григорович: «Був я під недремним оком КДБ».
У роки війни Сосюрченко В. Г. воює на фронтах, був декілька разів важко поранений. Він не тільки учасник, а й інвалід війни, хоча він ніколи не підкреслював цього і не використовував у своїх інтересах. На війну і на перемогу СРСР у ній він мав свою точку зору, яка не збігалася з поглядами більшості ветеранів. Це можна зрозуміти з його віршів «Я героїзму на війні не бачив…», «Я ж вісім ран одержав на війні» та «Ти був героєм на війні, скажи…»
Роки «перебудови» застали Сосюрченка В. Г. у Ромнах де він працював учителем математики у школі № 7. У 1990 році Василь Григорович очолив Роменський осередок Народного Руху, став редактором незалежної газети «Новий шлях» — видання Роменської організації НРУ. Ця газета мала великий вплив на жителів Ромен і Роменського району. Завдяки Василю Григоровичу на могилу Василя Стуса під час його перепоховання був переданий вінок з жовто-синіми квітами від м. Ромен.
Сосюрченко В. Г. був людиною з державним мисленням. Коли в 1991 році проголосили Акт проголошення незалежності України, його радості не було меж. Василь Григорович повторював: «Я не думав, що доживу до цього часу». І коли через декілька років після проголошення незалежності України багато громадян зневірилися у ній через економічну кризу, Василь Григорович до останнього подиху був упевнений, що Україна — на вірному шляху. Економічні труднощі є і з ними не так легко впоратись, але це мине. Головне, що Україна утверджується в світі як держава. До останніх днів своїх він думав про неї — про Україну.
12 вересня 1998 року тяжка хвороба обірвала життя Василя Григоровича Сосюрченка. Похований він у селі Великі Сорочинці Миргородського району Полтавської області, де проживає його молодша донька Ярина.

## Творчість
Творча спадщина поета — декілька десятків поезій, які друкувалися, зокрема, у журналі «Кафедра». За сприяння Організації Українських Націоналістів на пожертви учнів поета добродіїв Євгена Василенка та Бориса Андріїва була видана збірка віршів В. Г. Сосюрченка «Журавлиний клич».
Творчість Василя Сосюрченка досліджується в Сумського державному педагогічному університеті імені А. С. Макаренка.
Поезія Сосюрченка як об'єкт дослідження семантики слова «холуй» використовується у праці професора Анатолія Поповського «Від холуя до холуйства: етнолінгвістичний і когнітивний погляди на лексико-семантичне поле „прислужництво“».

### Твори
- Сосюрченко В. Г. Журавлиний клич : зб. поезій. — 2-ге вид., випр. — К. : Діокор, 2005. — С. 83. — ISBN 966-8331-17-6.